# Presto (motor de renderização)
Presto foi o motor de renderização do navegador Opera por uma década. Ele foi desenvolvido pela Opera Software. Após muitos betas e inspeções técnicas, foi liberado em 28 de janeiro de 2003, no Opera 7.0 para Windows. O Presto substituiu o motor Elektra usada nas versões de 4–6 do Opera. Diferentemente do antecessor, o Presto é dinâmico: a página, ou parte dela, pode ser renderizada novamente em resposta a eventos DOM e scripts. O Presto está disponível somente como parte do Opera ou produtos relacionados. O código fonte ou as partes binárias do motor (DLL) não estão publicamente disponíveis. Em versões posteriores se vê uma série de defeitos corrigidos e otimizações para melhorar a velocidade de ECMAScripts ("JavaScript").

## Motores JavaScript
Dois motores JavaScript são usados em combinação com o Presto. O "Linear B" foi usado no Opera 7.0 até 9.25. O "futhark" é usado no  Opera 9.5 e será usado no Opera 10.

## Aplicações baseadas no Presto

### Navegadores
- Opera 7 superiores
- Nintendo DS Browser (baseado no Opera)
- Nokia 770 (baseado no Opera)
- Sony Mylo (baseado no Opera)
- Wii Internet Channel (baseado no Opera)

### Editores HTML
- Macromedia Dreamweaver MX e superiores
- Adobe Creative Suite 2